# 加赫南

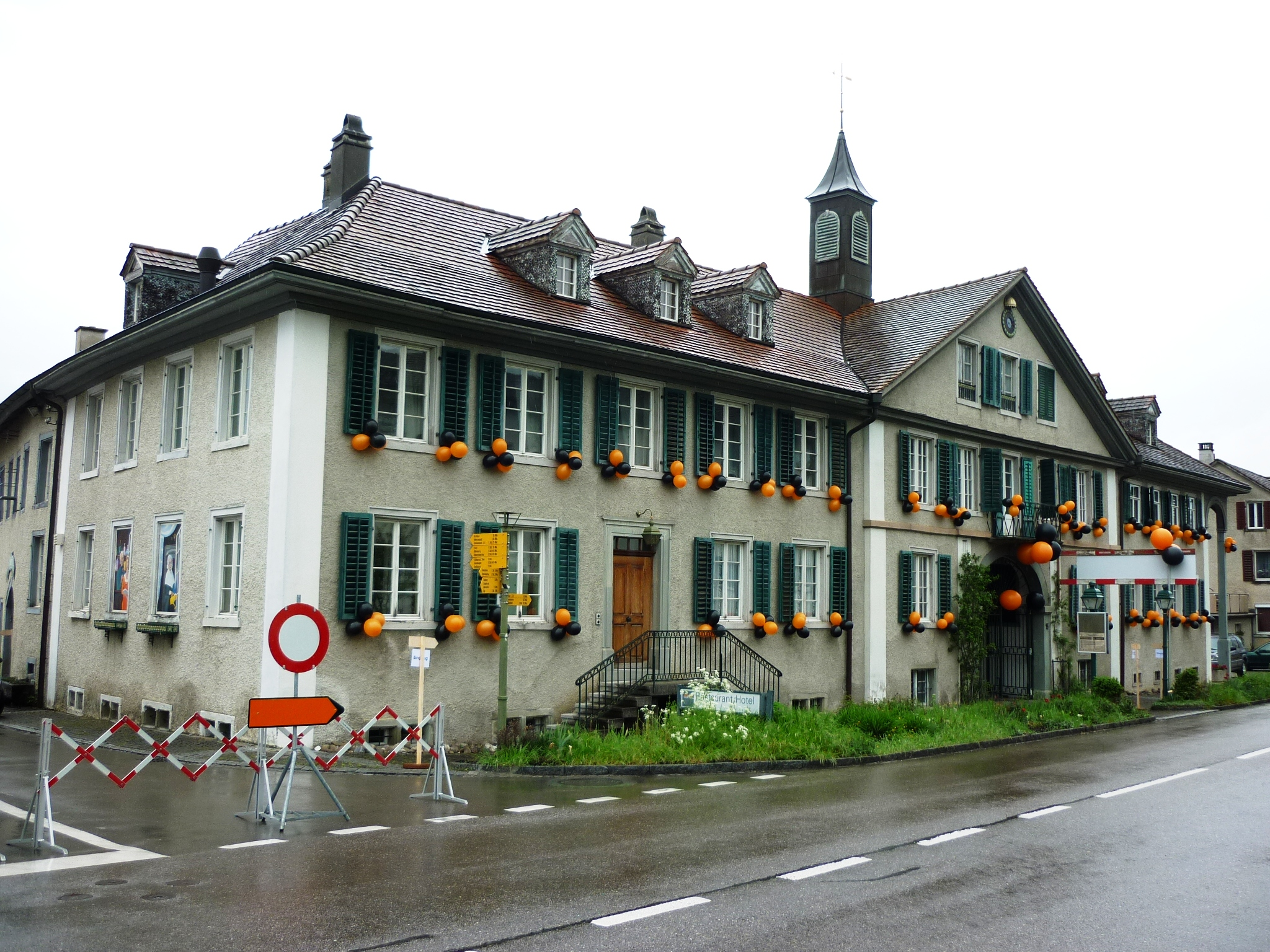

加赫南是瑞士的城鎮，位於該國東北部，由圖爾高州負責管轄，面積9.72平方公里，海拔高度465米，2012年人口3,492，五成半人口信奉基督教，人口密度每平方公里359人。